# Крута Балка (Полтавський район)
Крута Ба́лка — село в Україні, у Драбинівській сільській громаді Полтавського району Полтавської області. Населення становить 847 осіб.

## Географія
Село Крута Балка знаходиться біля витоків річки Кустолове, нижче за течією на відстані 1,5 км розташоване село Стрижівщина. На річці зроблена велика загата.

## Історія
12 червня 2020 року, відповідно до розпорядження Кабінету Міністрів України № 721-р «Про визначення адміністративних центрів та затвердження територій територіальних громад Полтавської області», село увійшло до складу Драбинівської сільської громади[1].
19 липня 2020 року, в результаті адміністративно - територіальної реформи та ліквідації  Новосанжарського району, село увійшло до складу новоутвореного Полтавського району[2].

## Населення

### Мова
Розподіл населення за рідною мовою за даними перепису 2001 року:
| Мова       | Кількість | Відсоток |
| ---------- | --------- | -------- |
| українська | 822       | 97.05%   |
| російська  | 25        | 2.95%    |
| Усього     | 847       | 100%     |

## Економіка
- Молочно-товарна та птахо-товарна ферми.
- «Східбудгаз», ТОВ.
- АФ «Злагода».

## Об'єкти соціальної сфери
- Школа.